# Cheirogaleus sibreei
El lémur enano de Sibree (Cheirogaleus sibreei) es una especie de lémur, como todas, endémica de Madagascar, que posee hábitos nocturnos.